# Dababy
Jonathan Lyndale Kirk, känd som Dababy (stiliserat som DaBaby, tidigare känd som Baby Jesus), född 22 december 1991, är en amerikansk rappare. Efter att ha släppt flera mixtapes mellan 2014 och 2018, slog Dababy igenom i mainstream-media under 2019.
Hans debutalbum Baby on Baby (2019) nådde som högst nummer sju på Billboard 200, medan hans andra studioalbum, Kirk (2019), debuterade som nummer ett. Den tidigare skivan innehöll Billboard Hot 100 topp-tio singeln "Suge", medan den senare innehöll multi-platina låtarna "Intro" och "Bop". Hans tredje studioalbum, Blame It on Baby (2020), blev hans andra album i rad som nådde nummer ett i USA. Albumet innehöll hans högst listade låt, "Rockstar" (med Roddy Ricch), som tillbringade sju veckor i rad på nummer ett på Billboard Hot 100.

## Biografi
Jonathan Kirk föddes den 22 december 1991 i Cleveland, Ohio, men växte upp i Charlotte, North Carolina. 2010 tog han examen från Vance High School. Han gick därefter på Univeristy of North Carolina i Greensboro i två år, men slutförde inte sin utbildning, och erkände att han endast gick på universitet för sina föräldrars skull.

## Karriär

### 2014–2018: Tidiga mixtapes
Kirk började fokusera på sin musikkarriär 2014–2015. År 2015 släppte han mixtapen Nonfiction. Han uppträdde till en början under namnet "Baby Jesus", där han gjorde flera PR-stunt. Han bytte senare till "DaBaby" för att skilja på karaktären och musiken.
Kirk fick sitt stora genombrott efter att ha skrivit på kontrakt till Arnold Taylor, president för radiopromotern South Coast Music Group. Taylor hade sedan tidigare gett upphov till flera andra rapstjärnors genombrott, däribland Future. Kirk slog sedan igenom stort 2018, och skrev på ett skivkontrakt med Interscope.

### 2019:Baby on BabyochKirk
Den 1 mars 2019 släpptes Kirks debutstudioalbum, Baby on Baby. Albumet inkluderade 13 spår, som gästade Offset, Rich Homie Quan, Rich the Kid, och Stunna 4 vegas. Baby on Baby debuterade som nummer 25 på Billboard 200 albumlistan i USA. Låten "Suge" debuterade på Billboard Hot 100 på nummer 87 den 13 april 2019 och nådde senare topp 10 den 8 juni 2019.
Kirk var med på flera olika hitlåtar under mitten av 2019, inklusive Megan Thee Stallions "Cash Shit " och Quality Controls "Baby", som båda nådde topp 40 på Billboard Hot 100. Den 5 juli 2019 presenterades Kirk på Dreamvilles samlingsalbum Revenge of the Dreamers III, på öppningsspåret "Under the Sun". Han hyllades för sitt gästspel, med olika publikationer som rankade det som hans bästa vers av 2019.
I augusti 2019 meddelade han att hans andra album skulle få namnet Kirk. Det släpptes den 27 september och debuterade på toppen av Billboard 200. Dess inledningssingel, "Intro", var den mest framgångsrika låten från albumet, och nådde topp 13 på US Billboard Hot 100 -listan. Vid den tiden gjorde Kirk också framträdanden på singlar som Post Malones "Enemies", som nådde topp nummer 16 på Billboard Hot 100 och på remixerna till YG:s "Stop Snitchin", Lizzo's "Truth Hurts", och Lil Nas X:s "Panini". Den 24 oktober gjorde han ett framträdande i musikvideon för den relativt nya rapparen Rich Dunks banbrytande singel "High School".
Kirk avslutade 2019 med 22 platser på Billboard Hot 100 för året, det mesta av någon artist det året.

### 2020 – nutid:Blame It on Baby, "Rockstar" ochMy Brother's Keeper
Den 13 april 2020 meddelade han på Twitter att hans tredje studioalbum, Blame It on Baby, skulle släppas den 17 april 2020. Albumet fick blandade till positiva recensioner och uppnådde kommersiell framgång samt debuterade på nummer 1 på Billboard 200 och blev Kirks andra album på första plats. Det producerade också hans högst listade låt, "Rockstar", med Roddy Ricch, som tillbringade sju veckor i rad på nummer ett på Billboard Hot 100. I juni presenterades Kirk på remixen för Jack Harlow-låten "Whats Poppin", som nådde topp två på Hot 100 medan "Rockstar" fortfarande var i topp. Detta gjorde DaBaby till den 20:e akten som intog listans två bästa positioner, och den första sedan Ariana Grande 2019. I juli presenterades Kirk på "For the Night" av Pop Smoke och Lil Baby, som debuterade som nummer sex på Hot 100. Som ett resultat blev DaBaby den sjunde akten som listade minst tre låtar bland de sex bästa samtidigt.
Den 27 juli släppte Kirk en ny singel med Stunna 4 Vegas, med titeln "No Dribble", inkluderad i deluxe-upplagan av Blame It on Baby, som släpptes den 4 augusti 2020, och beskrivs av DaBaby som ett "helt nytt album". Den 20 november 2020 släppte DaBaby sin debut -EP, My Brother's Keeper (Long Live G). Albumet hyllar hans avlidna bror, Glenn Johnson, och har framträdanden från bland annat Meek Mill och Polo G. Kirk bidrog också med en feature i remixen av " Levitating" av engelska sångaren Dua Lipa. Även om remixen släpptes i slutet av 2020 började låten klättra upp på listorna och nådde så småningom nummer 2 på Billboard Hot 100 2021.
Den 15 januari 2021 släppte DaBaby en ny singel med titeln "Masterpiece" tillsammans med en musikvideo för spåret i regi av Gemini Visions. Spåret innehåller referenser till hans relation med DaniLeigh och till hans tidigare juridiska problem. Den 19 februari släppte DaBaby en remix till SpotemGottems singel "Beat Box", tillsammans med en musikvideo. Under 2021 fortsatte han att släppa singlar med " Ball If I Want To " den 18 juni, "Red Light Green Light " den 25 juni och "Giving What It supposed To Give" den 28 juli.

## Artisteri
Charles Holmes från Rolling Stone beskrev Kirks flow som "[a] staccato, precise, and brutal rapping style, a syllable-crushing force delivered with such forward momentum it often gives the illusion that he starts rapping before the beat begins". Enligt Holmes är det mest anmärkningsvärda exemplet på denna effekt hans genombrottssuccé "Suge".
När det gäller Kirks förebilder började hans musikintresse under hans uppväxt, där han lyssnade på artister som Eminem, 50 Cent, och Lil Wayne med sina två äldre bröder. Kirk påsår att han har studerat flera olika artister, bland annat Future, Lil Wayne och Kanye West, som han säger "came up and consistently progressed". Han förklarade vidare: "I've studied all the genius marketers throughout the rap game. I borrow from anybody with something to offer". Jeff Weiss från The Guardian jämförde positivt Kirk med Busta Rhymes, Eminem, Missy Elliott och Ludacris.
Kirk är kristen vilket ibland genomsyrar hans musik och texter, exempelvis låten "Gospel" och hans tidigare artistnamn "Baby Jesus".

## Kontroverser

### Skjutning Huntersville, North Carolina
Kirk var inblandad i en incident i Huntersville, North Carolina där en 19-årig man sköts till döds. Kirk bekräftade sin inblandning i skjutningen och sa att han agerade i självförsvar. De allvarligaste anklagelserna lades ner i mars 2019, och han erkände sig enbart skyldig till att bära ett dolt vapen.

### Andra incidenter
I januari 2020 häktades och förhördes Kirk i Miami i samband med en rånutredning. Han greps senare efter att myndigheterna upptäckt att han hade en arresteringsorder i Texas som härstammade från ett misshandels-åtal. Enligt TMZ ska medlemmar av hans gäng ha rånat en musikpromotor som endast hade betalat Kirk 20 000 dollar av de 30 000 dollar han var skyldig för en föreställning i Miami. Rapporter påstår att Kirk och hans kumpaner stal $80, en iPhone 7, och ett kreditkort från promotorn. Kirk åtalades för misshandel men släpptes från Miami-Dade County-fängelset efter 48 timmar.
Under Kirks turné "Up Close N Personal" 2020 gav han ett kvinnligt fan en örfil på väg till scenen för en föreställning i Tampa, Florida. Publiken svarade med att bua, och han lämnade platsen utan att spela några låtar. Han sa att han slog henne eftersom hon filmade med blixten på alldeles för nära hans ansikte. I en video som publicerades på Instagram sa Kirk: "Jag ber om ursäkt för att det fanns en kvinna i andra änden. Jag tror att vid den här tiden vet ni att det är ett välkänt faktum att man eller kvinna, jag skulle ha svarat på exakt samma sätt."

### Homofobiska kommentarer
I juli 2021 fick Kirk kritik för homofobiska kommentarer. När han uppträdde på Rolling Loud Festival i Miami den 25 juli sa han: "[If] you didn't show up today with HIV/AIDS, or any of them deadly sexually transmitted diseases that'll make you die in two to three weeks, then put a cellphone light in the air. Ladies, if your pussy smell like water, put a cellphone light in the air. Fellas, if you ain't sucking dick in the parking lot, put a cellphone light in the air." Hans kommentarer väckte upprördhet och utbredd kritik, och han svarade på anklagelserna med: "What me and my fans do at the live show, it don't concern you niggas on the internet, or you bitter bitches on the internet." Han fortsatte också med att hävda att hans homosexuella fans inte har hiv/aids eftersom de inte är "nasty gay niggas or junkies.".
Efter dessa kommentarer avbröts DaBabys planerade framträdande på Lollapalooza den 1 augusti som senare ersattes av G Herbo. Modemärket BoohooMAN avslutade sitt samarbete med rapparen. Den 2 augusti meddelade arrangörerna för Governors Ball Music Festival att DaBaby hade tagits bort från 2021-serien som ett resultat av kommentarerna. Han togs också bort från Parklife Festival, Day N Vegas, Austin City Limits Festival, Music Midtown och iHeartRadio Music Festival. Den 2 augusti 2021 publicerade DaBaby en ursäkt på Instagram. Han tog bort ursäkten en vecka senare, vilket resulterade i ytterligare kritik.

## Biografi
Kirk har två barn, det första fött 2017. Kirks pappa dog 2019 strax efter att hans debutstudioalbum släpptes. Hans andra album är en hyllning till hans efternamn och innehåller en bild av hans pappa på omslaget. Kirks bror, Glen Johnson, dog i november 2020, 34 år gammal, av en skottskada orsakad av honom själv.

## Diskografi
- Baby on Baby (2019)[58]
- Kirk (2019)[7]
- Blame it on baby (2020)

## Utmärkelser och nomineringar
| Pris                             | År   | Mottagare och nomineringar                                          | Kategori                           | Resultat  | Ref.   |
| -------------------------------- | ---- | ------------------------------------------------------------------- | ---------------------------------- | --------- | ------ |
| ASCAP Rhythm & Soul Music Awards | 2020 | "Baby Sitter"                                                       | Vinnande R&B/Hip-Hop Låtar         | Vann      | [ 59 ] |
| ASCAP Rhythm & Soul Music Awards | 2020 | "Cash Shit" (med Megan Thee Stallion)                               | Vinnande R&B/Hip-Hop Låtar         | Vann      | [ 59 ] |
| ASCAP Rhythm & Soul Music Awards | 2020 | "Suge"                                                              | Top R&B/Hip-Hop Song               | Vann      | [ 59 ] |
| BET Awards                       | 2020 | Kirk                                                                | Årets Album                        | Nominerad | [ 60 ] |
| BET Awards                       | 2020 | "Bop"                                                               | Årets Video                        | Nominerad | [ 60 ] |
| BET Awards                       | 2020 | "Bop"                                                               | Viewers' Choice Award              | Nominerad | [ 60 ] |
| BET Awards                       | 2020 | Dababy                                                              | Bästa Manliga Hip Hop Artist       | Vann      | [ 60 ] |
| BET Awards                       | 2021 | Blame It on Baby                                                    | Årets Album                        | Nominerad | [ 61 ] |
| BET Awards                       | 2021 | "Rockstar" (feat. Roddy Ricch)                                      | Viewers' Choice Award              | Nominerad | [ 61 ] |
| BET Awards                       | 2021 | "Rockstar" (feat. Roddy Ricch)                                      | Bästa Samarbete                    | Nominerad | [ 61 ] |
| BET Awards                       | 2021 | "Whats Poppin (Remix)" (med Jack Harlow, Tory Lanez, and Lil Wayne) | Bästa Samarbete                    | Nominerad | [ 61 ] |
| BET Awards                       | 2021 | "Cry Baby" (med Megan Thee Stallion)                                | Bästa Samarbete                    | Nominerad | [ 61 ] |
| BET Awards                       | 2021 | "For the Night" (med Pop Smoke and Lil Baby)                        | Bästa Samarbete                    | Nominerad | [ 61 ] |
| BET Awards                       | 2021 | Dababy                                                              | Bästa Manliga Hip Hop Artist       | Nominerad | [ 61 ] |
| BET Hip Hop Awards               | 2019 | "Suge"                                                              | Bästa Hip Hop Video                | Nominerad | [ 62 ] |
| BET Hip Hop Awards               | 2019 | Dababy                                                              | Hot Ticket Performer               | Nominerad | [ 62 ] |
| BET Hip Hop Awards               | 2019 | Dababy                                                              | Bästa Nya Hip Hop Artisten         | Vann      | [ 62 ] |
| Billboard Music Awards           | 2021 | Dababy                                                              | Top Hot 100 Artist                 | Nominerad | [ 63 ] |
| Billboard Music Awards           | 2021 | Dababy                                                              | Top Streaming Songs Artist         | Nominerad | [ 63 ] |
| Billboard Music Awards           | 2021 | Dababy                                                              | Top Rap Artist                     | Nominerad | [ 63 ] |
| Billboard Music Awards           | 2021 | Blame It on Baby                                                    | Top Rap Album                      | Nominerad | [ 63 ] |
| Billboard Music Awards           | 2021 | DaBaby ft. Roddy Ricch, "Rockstar"                                  | Top Hot 100 song                   | Nominerad | [ 63 ] |
| Billboard Music Awards           | 2021 | DaBaby ft. Roddy Ricch, "Rockstar"                                  | Top Streaming Song                 | Vann      | [ 63 ] |
| Billboard Music Awards           | 2021 | DaBaby ft. Roddy Ricch, "Rockstar"                                  | Top Collaboration (Röstat av Fans) | Nominerad | [ 63 ] |
| Billboard Music Awards           | 2021 | DaBaby ft. Roddy Ricch, "Rockstar"                                  | Top Rap Song                       | Vann      | [ 63 ] |
| Grammy Awards                    | 2020 | "Suge"                                                              | Bästa Rapuppträdande               | Nominerad | [ 64 ] |
| Grammy Awards                    | 2020 | "Suge"                                                              | Bästa Rap Låt                      | Nominerad | [ 64 ] |
| Grammy Awards                    | 2021 | "Rockstar" (featuring Roddy Ricch)                                  | Årets Skiva                        | Nominerad | [ 65 ] |
| Grammy Awards                    | 2021 | "Rockstar" (featuring Roddy Ricch)                                  | Bästa Melodiska Rapuppträdande     | Nominerad | [ 65 ] |
| Grammy Awards                    | 2021 | "Rockstar" (featuring Roddy Ricch)                                  | Bästa Rap Låt                      | Nominerad | [ 65 ] |
| Grammy Awards                    | 2021 | "Bop"                                                               | Bästa Rapuppträdande               | Nominerad | [ 65 ] |
| iHeartRadio Music Awards         | 2021 | Dababy                                                              | Årets Hip Hop Artist               | Nominerad | [ 66 ] |
| iHeartRadio Music Awards         | 2021 | "Rockstar" (featuring Roddy Ricch)                                  | Årets Låt                          | Nominerad | [ 66 ] |
| iHeartRadio Music Awards         | 2021 | "Rockstar" (featuring Roddy Ricch)                                  | Årets Hip Hop Låt                  | Nominerad | [ 66 ] |
| MTV Video Music Awards           | 2019 | "Suge"                                                              | Sommarens Låt                      | Nominerad | [ 67 ] |